# エンタープライズコンテンツ管理
エンタープライズコンテンツ管理（エンタープライズコンテンツかんり、英: Enterprise Content Management、ECM）は、組織内の処理業務に関するコンテンツや文書をすべてひとつのパッケージに取り込み、運用する技術である。ECM導入組織内の非構造化情報がどこに保存されていても一元管理することができる。端的にはIBM Lotusのようなミドルウェアを拡張したものととらえることができる。

## 定義
正式なエンタープライズコンテンツ管理の定義は、2000年にその国際機関であるAIIMインターナショナル（Association for Information and Image Management）で設けられた。
ECMという略語は、解釈や定義のし直しが何度も繰り返されてきている。
2005年秋にAIIMが定義したECM
エンタープライズコンテンツ管理は、組織内の処理業務に関するコンテンツや文書を取り込み、保存、保管して配信に利用する技術である。
2006年の冬にAIIMがECMの定義に追加した一文
ECMのツールと方式は、組織内の非構造化情報がそれがどこに保存されていても管理することができるものである。
この新しいECM、エンタープライズコンテンツ管理という用語は、記録文書管理と文書管理で解決されてきた問題の領域を含むことを示している。また、従来の媒体からデジタルへもしくはデジタルから従来の媒体への変換という問題（例えば、紙やマイクロフィルムなどが挙げられ、物理的なファイリングと取り出しの方式からコンピュータを使用した仕組み）の領域も含んでいる。

## 特徴
コンテンツ管理は、エンタープライズコンテンツ管理、ウェブコンテンツ管理 (WCM)、コンテンツ配信やデジタル資産管理を含む多くの側面を持っている。エンタープライズコンテンツ管理は、新しい構想、方式、業態であるが、それだけで完結したシステムやほかと区別された製品ではなく、文書関連技術や文書ライフサイクル管理と同様に、幅広い領域の技術やベンダーを含む用語の一つとして捉えられている。
ECMとWCMという2つのアプリケーションの定義の違いは、文書やデータベース、ウェブ・コンテンツなどの一元統合管理、ウェブ・コンテンツ・サービスの管理運用、いずれの用途が主眼であるかの点であり、明らかに現在のこのシステムの分類は長く続くものではない。現在は完全に外部ユーザ向けのウェブポータルという概念も、ECMにより組織内情報システムの基盤ともなりえるであろう。

### カンプマイヤーの主張
雑誌『Computerwoche』に投稿したウーリヒ・カンプマイヤーは次の主張をし、ウェブコンテンツ管理のソリューションと異なる利点について、エンタープライズコンテンツ管理の3つの鍵を述べた。

統合的なミドルウェアとしてのエンタープライズコンテンツ管理（以下ECM）
ECMは、従来の縦割りなアプリケーションと孤立した構造という制限を打開するために使われている。利用者は基本的にはECMソリューションを使用していることを認識していない。従来型のホスト系に始まり、ECMは次なるクライアントサーバ型システムのさらに次の、第3のウェブベースの新しい情報基盤を提供している。その結果、EAIやサービス指向アーキテクチャはECMを実現する重要な役割を担っている。
独立したサービスとしてのエンタープライズコンテンツ管理のコンポーネント
ECMは、情報の出処や利用目的によらずその情報管理に使われている。全ての種類のアプリケーションから利用できるためにサービスの形式でその機能が提供されている。そのサービス形式の利点は、あらゆる機能がひとつのサービスで利用できることによって、重複し、コストがかかり、管理が難しい複数の機能を避けることができる点にある。したがって、ECMの実現には複数の異なるサービスに1ヵ所からアクセスできる標準的なインターフェイスが重要となる。
あらゆる形式の情報がひとつのリポジトリに保管できる
ECMは、一定の仕組みで1つのリポジトリに企業内の情報を集約し、コンテンツつまりデータと文書両方の保管場所として利用され、重複によるコストや情報の一貫性に関する問題などを解消する。全てのアプリケーションが使用したコンテンツを1つのリポジトリに引き渡し、またその逆に全てのアプリケーションへ情報提供を行う。従って、ECMを構築して使用するにはコンテンツの統合と情報ライフサイクル管理（ILM）が重要な役割を担う。
ECMは、実際には「ユーザーに見えない形」で使用したときに有効である。その技術は基礎となる仕組みであり、専用アプリケーションを下位のサービスとして支える基盤である。よってECMは複数階層のモデルに適しており、構造化データと非構造化データを一緒に処理し、配信と管理を担う機能を備え、基盤となるコンポーネントの集合体である。e-ビジネス・アプリケーションにとっては包括的で欠くことのできない基礎コンポーネントのひとつとも言える。またさらに、ECMはあらゆる情報を管理できるものとして、WCMや共通のリポジトリに求められるアーカイブ機能にも手を伸ばしている。